# Складчастість бокового тиску
Складчастість бокового тиску – окремий випадок деформацій гірських порід, що чітко проявляються переважно в шаруватих або пластичних гірських породах. 
Як правило, безпосередньо пов'язана з місцевим горизонтальним скороченням ділянки земної кори.